# The Saturdays

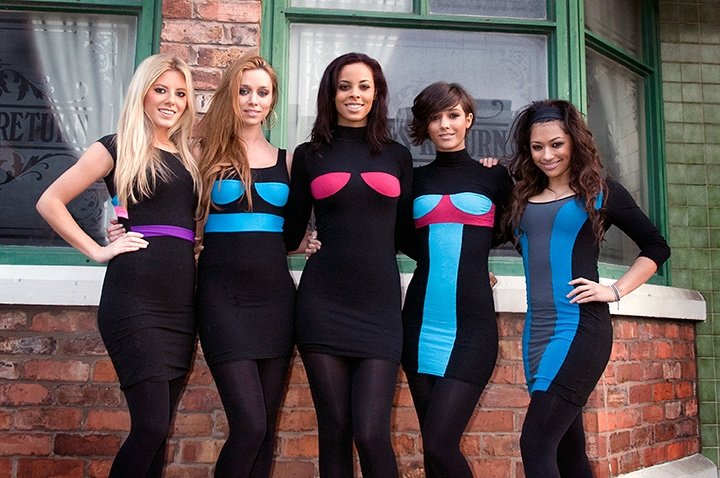
The Saturdays

The Saturdays was een meidenpopgroep uit Groot-Brittannië.

## Geschiedenis
De groep (bestaande uit Una Foden, Mollie King, Frankie Bridge, Vanessa White en Rochelle Humes) werd in de zomer van 2007 gevormd door Fascination Records, een sublabel van Polydor Records. Zodra het platencontract rond was gingen The Saturdays op tournee met Girls Aloud tijdens hun Tangled Up Tour. De muziekstijl van de groep is pop, maar het management heeft gedurende de hele carrière van The Saturdays geëxperimenteerd met dance-pop en electropop. Songwriters en producers Ina Wrolsen, Steve Mac, Camille Purcell en Quiz & Larossi hielpen bij het creëren van de muziek. In juli 2008 bracht de groep de debuutsingle en eerste Top Tien-hit uit: If This Is Love. Hun debuutalbum Chasing Lights, dat in hetzelfde jaar werd uitgebracht, stond op nummer negen in de UK Albums Chart en werd met platina gecertificeerd. Het album produceerde ook nog drie andere top tien singles: Up, Issues en Just Can't Get Enough. De eerste concerttournee van de groep, The Work Tour, vond plaats in 2009. Het tweede album van de groep, Wordshaker, produceerde de top tien hits Forever Is Over en Ego. In 2010 brachten The Saturdays een mini-album uit: Headlines!, met daarop de top 10 hits Missing You en Higher, waarvan de laatste gastvocalen van Flo Rida bevatte. Het mini-album werd ondersteund door de tweede concerttour van de groep: The Headlines Tour. Het derde album, On Your Radar, kwam uit in 2011 en resulteerde in twee top 10 singles: Notorious en All Fired Up.
In 2011 ondernam de groep een eerste arenatour, All Fired Up! Live, ter ondersteuning van het derde album. Het vierde album Living for the Weekend werd uitgebracht in 2013. 30 Days, de eerste single van het album behaalde plek nummer zeven in de UK Singles Chart. De vervolgsingle What About Us (met een gastbijdrage van Sean Paul) werd de eerste Britse nummer 1-notering voor The Saturdays, met een verkoop van 114.000 exemplaren in de eerste week van uitgave. De daaropvolgende single Gentleman viel buiten de Top 10. Disco Love, de single die hierna volgde schopte het tot de vijfde plaats in Engeland. Op 11 augustus 2014 verscheen er een verzamelalbum met titel: Finest Selection: The Greatest Hits. Deze werd voorafgegaan door de single What Are You Waiting For? Na een bijhorende tournee is de groep uit elkaar gegaan. The Saturdays hebben in hun hoogtijdagen vijf miljoen platen verkocht in Groot-Brittannië en Ierland.

## Discografie

### Albums
| Album met eventuele hitnotering(en) in de Nederlandse Album Top 100 | Datum van verschijnen | Datum van binnenkomst | Hoogste positie | Aantal weken | Opmerkingen |
| ------------------------------------------------------------------- | --------------------- | --------------------- | --------------- | ------------ | ----------- |
| Chasing Lights                                                      | 27-10-2008            | -                     |                 |              |             |
| Wordshaker                                                          | 12-10-2009            | -                     |                 |              |             |
| Headlines                                                           | 16-08-2011            | -                     |                 |              |             |
| Living for the Weekend                                              | 14-10-2013            | -                     |                 |              |             |

### Singles
| Single met eventuele hitnotering(en) in de Nederlandse Top 40 | Datum van verschijnen | Datum van binnenkomst | Hoogste positie | Aantal weken | Opmerkingen  |
| ------------------------------------------------------------- | --------------------- | --------------------- | --------------- | ------------ | ------------ |
| If This Is Love                                               | 28-07-2008            | -                     |                 |              |              |
| Up                                                            | 13-10-2008            | -                     |                 |              |              |
| Issues                                                        | 05-01-2009            | -                     |                 |              |              |
| Just Can't Get Enough                                         | 02-03-2009            | -                     |                 |              |              |
| Work                                                          | 29-06-2009            | -                     |                 |              |              |
| Forever Is Over                                               | 05-10-2009            | -                     |                 |              |              |
| Ego                                                           | 03-01-2010            | -                     |                 |              |              |
| Higher                                                        | 01-11-2010            | -                     |                 |              | met Flo Rida |
| Notorious                                                     | 22-05-2011            | -                     |                 |              |              |
| Notorious (Remix)                                             | 27-06-2011            | -                     |                 |              | Remix        |
| All Fired Up                                                  | 04-09-2011            | -                     |                 |              |              |
| My Heart Takes Over                                           | 04-09-2011            | -                     |                 |              |              |
| 30 days                                                       | 30-03-2012            | -                     |                 |              |              |
| What about us                                                 | 17-03-2013            | -                     |                 |              |              |
| Gentleman                                                     | 30-06-2013            | -                     |                 |              |              |
| Disco Love                                                    | 06-10-2013            | -                     |                 |              |              |
| Not Giving Up                                                 | 06-04-2014            | -                     |                 |              |              |
| What are you waiting for                                      | 29-06-2014            | -                     |                 |              |              |

| Single met hitnotering(en) in de Vlaamse Ultratop 50 | Datum van verschijnen | Datum van binnenkomst | Hoogste positie | Aantal weken | Opmerkingen   |
| ---------------------------------------------------- | --------------------- | --------------------- | --------------- | ------------ | ------------- |
| What about us                                        | 2013                  | 20-04-2013            | tip90*          |              | met Sean Paul |